# Escola de Ópera de Pequim
A Escola de Ópera de Pequim está situada em Hong Kong. A escola é famosa por ter revelado atores famosos como Jackie Chan, Yuen Wah, Sammo Hung e Yuen Biao.
Os melhores alunos que já passaram por esta escola, muitos dos quais são atores mundialmente famosos hoje, foram chamados de Seven Little Fortunes.